# Clube Sportivo Marítimo do Porto Novo
El Clube Sportivo Marítimo do Porto Novo és un club capverdià de futbol de la ciutat de Porto Novo a l'illa de Santo Antão.

## Palmarès
- Lliga de Santo Antão Sud de futbol:[3]

1998/99, 2009/10
- Copa de Santo Antão Sud de futbol:

2000/01, 2008/09, 2009/10